# Матечни (Краків)
Матечни (Mateczny) – невеликий обшар, що входить до дільниці XIII Подгуже міста Кракова.
Назва походить від прізвища архітектора Антонія Матечного, який у 1898 році під час пошуку питної води на власній території виявив джерела мінеральної води з високим вмістом сірки та її сполук. У 1905 році Матечний побудував Сірко-Соляний завод, який діяв до Другої світової війни. Під час війни німці створили тут швейну фабрику, а згодом на короткий час його окупувала Червона Армія. Після війни тут був невеликий гумовий завод. Після його закриття місце було відновлено до свого первісного характеру та було націоналізовано в 1952 році.
Спілка Краківських Курортів пропонувала низку лікувальних процедур, заснованих на корисних властивостях сірчано-солоної мінеральної води. Парк також був відкритий у 1970 році. Краков'янський завод з розливу мінеральної води.
Наразі в історичних будівлях, побудованих Антонієм Матечним, Relax Care пропонує біологічну регенерацію та бальнеологічні процедури. Ви можете скористатися кріотерапією та рядом релаксаційних процедур. Досі лікуються ревматологічні захворювання та посттравматичні захворювання опорно-рухового апарату  .

## Дивись також
- Свошовіце
- Рондо Антонія Матечного в Кракові